# Annuit cœptis

El lema Annuit Cœptis en el reverso del Escudo de Estados Unidos.

Annuit cœptis es uno de los dos lemas (el otro es Novus ordo seclorum) del Gran Sello de los Estados Unidos, y figura desde 1935 en el reverso del dólar estadounidense. Proviene del latín annuo (aprobar, justificar, asentir) —en este caso, justificar— y de cœpio (comenzar, emprender). Significa «Favorece nuestras empresas», literalmente «Justifica las cosas que inicio» o «Ha dicho que sí a las cosas que hacemos». En el arte occidental, Dios se representa tradicionalmente con el Ojo de la Providencia, que representa sobre todo la omnisciencia de Dios ("el que todo lo ve")

## Gran Sello de los Estados Unidos

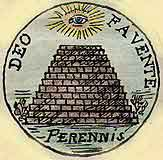
El diseño de Barton con Deo Favente Perennis

En 1782, el Congreso designó al artista del diseño William Barton de Filadelfia, para que hiciera una propuesta para el sello nacional. Para el reverso, Barton sugirió una pirámide de trece capas bajo el Ojo de la Providencia. El lema que Barton escogió para acompañar el diseño fue, Deo Favente Perennis, "Perenne (eterno) por el Favor de Dios".
Barton explicó que el lema aludía al Ojo de la Providencia: "'Deo Favente' que alude al Ojo en los Brazos, significando el Ojo de la Providencia." Para Barton, Deus (Dios) y el Ojo de la Providencia eran la misma entidad.
A la luz del hecho de que el tópico "13" estaba incluido en ambos lados del sello, un mes después, Charles Thomson corrigió el lema de Barton con una frase de 13 letras. El lema en el frente del sello (E Pluribus Unum) tenía ya 13 letras. Thomson sugirió una frase alternativa a "Deo Favente" pero con trece letras: Annuit Coeptis.
Cuando Charles Thomson proveyó su explicación oficial del significado del lema, escribió:
"El Ojo sobre ella [la pirámide] y el lema Annuit Cœptis alude a las muchas interposiciones señaléticas de la providencia a favor de la causa americana."
Así, el lema y el Ojo de la Providencia aludían a la misma realidad. El Ojo de la Providencia era entendido comúnmente como un símbolo de Dios y destino. Por tanto, Annuit Cœptis es traducido por el Departamento de Estado de los EE. UU., la Casa de Moneda y el Ministerio de Hacienda de los EE. UU. como "Él (Dios) ha favorecido nuestras acciones." (paréntesis en el original).

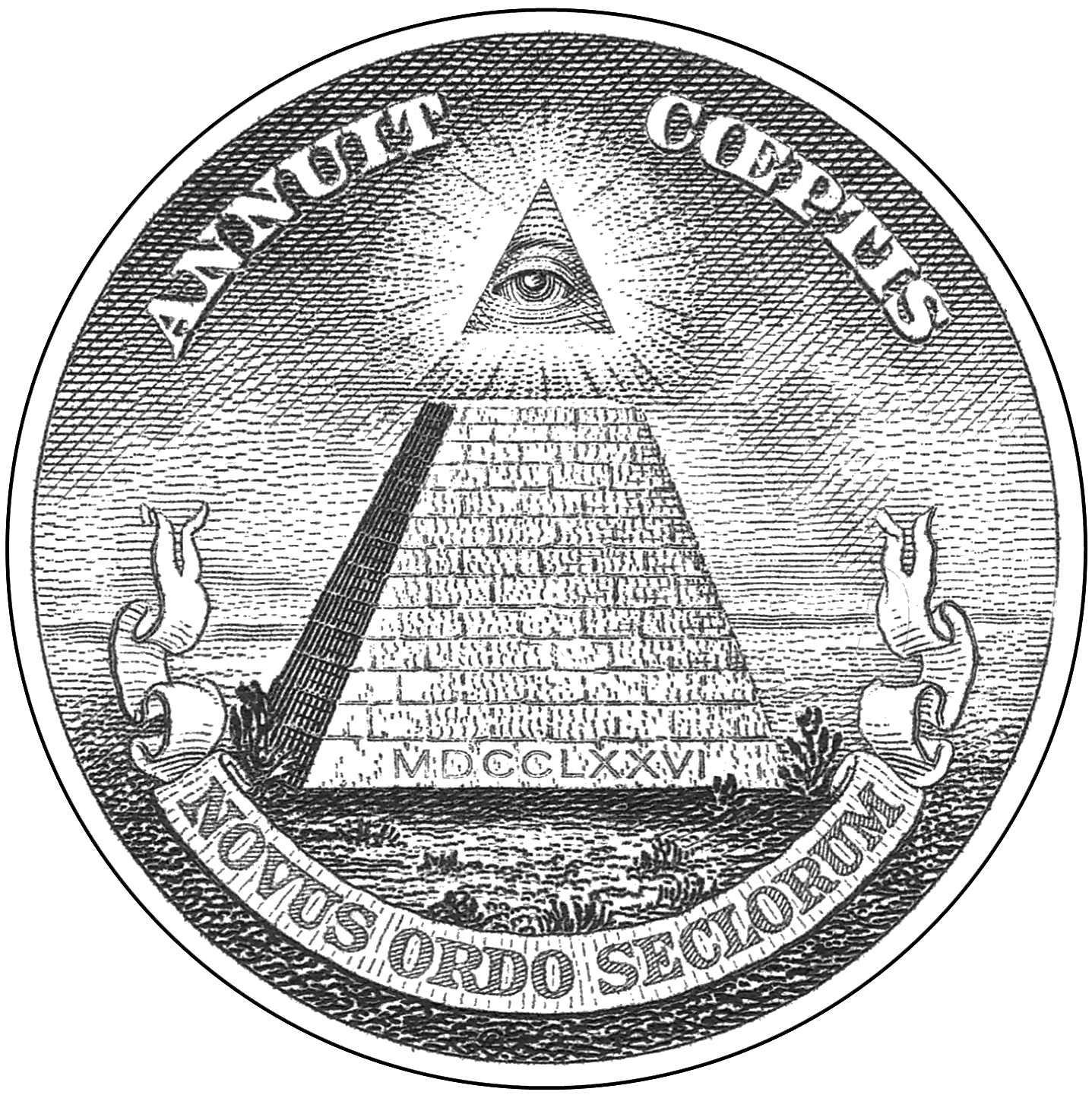
En el billete de 1 dólar.

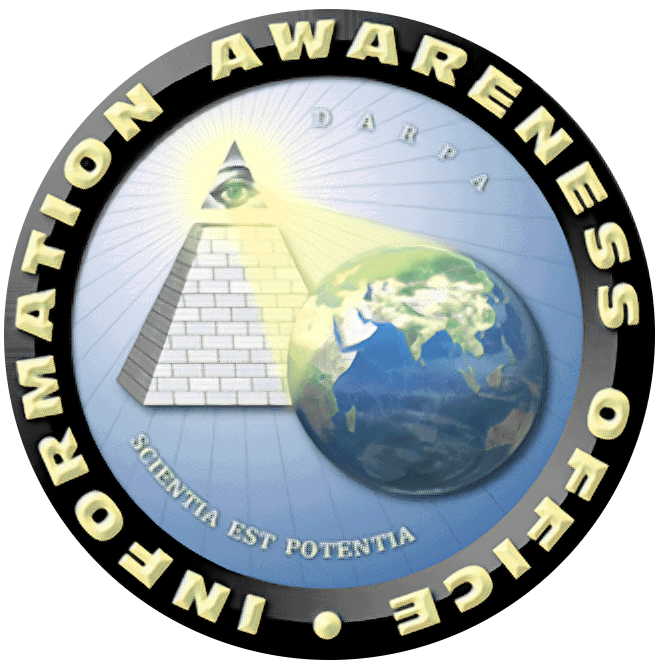
Sello de la IAO (Information Awareness Office) de la agencia estadounidense DARPA.

## Origen del lema
"Annuit Cœptis" y el otro lema al reverso del Gran Sello, "Novus Ordo Seclorum" ("El nuevo orden de los siglos"), tienen su origen en líneas del poeta romano Virgilio. "Annuit Cœptis" viene de la Eneida, libro IX, línea 625, que dice, "Iuppiter omnipotens, audacibus adnue cœptis". Es una frase de Ascanio, el hijo del héroe Eneas, que se traduce  "Júpiter Todopoderoso, favorece [mis] atrevidas empresas". De acuerdo a la antigua relación de Estado de la Roma, propiamente llamada el Cultus Deorum Romanum, Júpiter encabezaba el panteón de Dioses.
El Ojo de la Providencia puede hacer pensar también en el Ojo de Horus de la mitología egipcia. Varios autores han señalado un lazo con diversas influencias ocultas (masónicas, mágicas, plutocráticas u otras) en la fundación de los Estados Unidos.
Fue sugerido originalmente por Pierre-Eugène Ducimetière, el consultor francés y artista del primer comité del Gran Sello, establecido el 4 de julio de 1776, día de la declaración de independencia. Elaborada por Thomas Jefferson, esta declaración estaba dirigida contra los poderes, juzgados exorbitantes y arbitrarios, del Reino de Gran Bretaña. Fue seguida de la Guerra de Independencia de los Estados Unidos y la elaboración de la Constitución.
En 1789, George Washington fue designado primer presidente de los Estados Unidos y la Constitución estadounidense entra en vigor.